# Kombé (Diang)
Pour les articles homonymes, voir Kombé.
Kombé est un petit village situé dans la région de l'Est du Cameroun entre les villages de Minkolong (5,5 km à l'ouest) et de Diang (4 km à l'est). Le village de Kombé dépend du département de Lom-et-Djérem et de la commune de Diang.

## Population
Lors du recensement de 2005, on y dénombrait 227 personnes.
En décembre 2011, Kombé comptait 273 habitants.